# Artemis Fowl (bog)
 For alternative betydninger, se Artemis Fowl. (Se også artikler, som begynder med Artemis Fowl)
Artemis Fowl er en ungdoms-fantasybog skrevet af den irske forfatter Eoin Colfer (udtales Owen). Det er den første bog i serien om Artemis Fowl, og den fortsættes i Artemis Fowl: Det Arktiske Intermezzo. I serien følger man den 12-årige Artemis Fowl i hans kriminelle eventyr.
Igennem hele bogen følger man skiftevis fra menneskene og feernes synsvinkel.

## Udgivelse
Artemis Fowl blev udgivet af Aschehoug.
Bogen blev udgivet i USA som hardback i maj 2001 af Miramax.

## Synopsis
Artemis Fowl II er tolv år gammel og søn af den europæiske forbryder, Artemis Fowl Senior. Sammen med sin ven og bodyguard Butler, opdager han feernes eksistens. Han opsporer nemlig en healer i Ho Chi Minh City, Vietnam og tilegner sig Bogen fra hende – Feernes hellige Bibel, der er skrevet på gnomisk.
Imens er en alf ved navn Holly Short i gang med at bekæmpe en trold der er sluppet fri og raser ovenpå jorden. Med hjælp fra en kentaur, kaldet Foaly, og hendes kommandant, Julius Root, får hun fanget trolden – med sin sidste portion energi. Derfor beordrer Root hende til at gennemføre det magiske healing-ritual.
Artemis afkoder Bogen og læser om Ritualet, derfor tager han og Butler af sted for at finde en fe – Holly. Hun prøver at bruge mesmer – et sind-kontrollerende våben, der næsten intet magi kræver – men fejler. Det Nedre Imperiums Sikkerhedspoliti opdager at hun er forsvundet og Root går til overfladen for at søge efter hende. Han finder et spor og flyver hen til en hvalfangerbåd som er sejlet en lille smule ud for Dublin. Gennem en lyd/video-kommunikator fortæller Artemis Root at han har Holly så han kan få løsepenge.
Et N.I.S. team bliver sendt til Fowl Manor, hvor de bruger deres afskærmning, der tillader dem at vibrere hurtigere end øjet kan opfatte, og derved bliver usynlige for mennesker. De bliver dog opdaget af nogle specielle kameraer, der kan optage 1000 billeder i sekundet. Artemis sender Butler af sted, som let besejrer hele 1. I-hold (1. indfangningshold). Root beslutter at lave en belejring på Fowl Manor via en tids-standsning, og Root går ind til forhandling – Artemis vil havde et ton 24-karat guld. Artemis bruger også lejligheden til at fortælle at han kender en vej uden om tids-standsningen.
Feerne beslutter at få en kriminel dværg – kaldet Smulder Muldwerfer – til at bryde ind på Fowl Manor. Han graver en tunnel for at komme ind i huset, og sætter et bånd på kameraerne, så de viser de samme billeder hele tiden – dem uden Smulder Muldwerfer, før han finder frem – og åbner – den hemmelige boks, med kopier af bogen. Fe-rådet beslutter at intet virker, og forfremmer en løjtnant kaldet Briar Fight til Kommandant. Han sender en trold ind på Fowl Manor for at slå Artemis Fowl ihjel. Imens flygter Holly Short da hun får sine kræfter igen ved at gennemfører ritualet, med det agern som hun fik med, med nød og næppe. Artemis opdager løkken på kameraerne og ser trolden. Butler går i kamp mod den da hans søster kommer i fare – og han vinder.
Så Artemis får sit et tons 24-karat guld sendt ind i huset. Han spørger Holly om et ønske, at kurere sin mor fra at være sindssyg, som hun opfylder for det halve guld. NIS beslutter at prøve at dræbe Artemis for at få det sidste guld, og laver en "blå-skylle" mod huset med en Bio-bombe som dræber alt organisk liv. Artemis, ved at de vil forsøge dette, så han flygter fra tids-standsningen sammen med Butler og Juliet, ved at bedøve dem. Da Butler vågnede, forlangte en forklaring fra Artemis for hvorfor de skulle bedøves, og Artemis forklarer at de ved at sove mens tids-standsningen var i gang, ville de også sove når tids-standsingen stoppede, og derved kunne de overleve bio-bomben.

## Koden
I bunden af hver side i hele bogen, står der en lille sætning med symboler. Disse symboler er skrevet på Gnomisk og danner en besked. 

Løsningen til koden kan findes i bogen Artemis Fowl Files.
Ved at bruge det stykke som Artemis har oversat (se side 31 i Artemis Fowl) kan man dog også selv finde frem til det Gnomiske alfabet, og derved også hvad der står i bunden.

## Modtagelse
Generelt har bogen fået gode anmeldelser – den var på The New York Times' bestsellerliste, the Publisher's Weekly bestsellerliste og fik the Garden State Teen Book Award (2004), og andre præmier.
Bogen har fået en del anmeldelser. The New York Post skriver "Artemis Fowl er super ... Et nyt thriller eventyr der vil gribe din interesse, lige meget hvor gammel du er." og the Library Journal skriver "Sjov at læse, fuld af action og humor, den kan anbefales til alle offentlige biblioteker og til alle der er vilde med at læse."
Alle anmeldere er enige i at Artemis Fowl var en god bog. Amazon.com anbefaler bogen højt: "Fantastisk fra start til slut, Artemis Fowl er en bog der vil vælte det 21.-århundred." og bogen fik gennemsnitlig også en score på 4/5 fra Amazon brugerne.